# Primera División (Uruguay) 1972
Die Saison 1972 der Primera División war die 69. Spielzeit (die 41. der professionellen Ära) der höchsten uruguayischen Spielklasse im Fußball der Männer, der Primera División.
Die Primera División bestand in der Meisterschaftssaison des Jahres 1972 aus zwölf Vereinen, deren Mannschaften in insgesamt 132 von Ende Juli bis Mitte Dezember des Jahres ausgetragenen Meisterschaftsspielen jeweils zweimal aufeinandertrafen. Es fielen 308 Tore. Die Meisterschaft gewann Nacional Montevideo als Tabellenerster vor dem Club Atlético Peñarol und dem Club Atlético Defensor als Zweitem und Drittem der Saisonabschlusstabelle. Sud América musste in die Segunda División absteigen. Nacional und Peñarol qualifizierten sich für die Copa Libertadores 1973.
Torschützenkönig wurde mit 20 Treffern Juan Carlos Mamelli vom Meister Nacional Montevideo.

## Jahrestabelle
| Pl. | Verein                      | Sp. | S  | U  | N  | Tore    | Diff. | Punkte |
| --- | --------------------------- | --- | -- | -- | -- | ------- | ----- | ------ |
| 1.  | Nacional Montevideo (M)     | 22  | 16 | 4  | 2  | 055:210 | +34   | 36     |
| 2.  | Club Atlético Peñarol       | 22  | 10 | 8  | 4  | 026:130 | +13   | 28     |
| 3.  | Club Atlético Defensor      | 22  | 9  | 8  | 5  | 025:140 | +11   | 26     |
| 4.  | Huracán Buceo               | 22  | 6  | 11 | 5  | 023:170 | +6    | 23     |
| 5.  | Club Atlético Cerro         | 22  | 10 | 3  | 9  | 028:310 | −3    | 23     |
| 6.  | Liverpool FC                | 22  | 7  | 8  | 7  | 020:190 | +1    | 22     |
| 7.  | River Plate                 | 22  | 6  | 9  | 7  | 023:210 | +2    | 21     |
| 8.  | Sud América                 | 22  | 6  | 9  | 7  | 020:230 | −3    | 21     |
| 9.  | Club Atlético Rentistas (N) | 22  | 5  | 10 | 7  | 014:230 | −9    | 20     |
| 10. | Danubio FC                  | 22  | 4  | 10 | 8  | 026:310 | −5    | 18     |
| 11. | Bella Vista                 | 22  | 5  | 7  | 10 | 024:430 | −19   | 17     |
| 12. | Central Español             | 22  | 0  | 9  | 13 | 024:520 | −28   | 09     |

| (M) | Meister der vorangegangenen Saison  |
| (N) | Aufsteiger aus der Segunda División |